# 梅策尔斯
梅策尔斯（德語：Metzels，發音：[ˈmɛtsl̩s]）是德国图林根州施马尔卡尔登-迈宁根县曾经的一个市镇，面积16.18平方千米，2017年12月31日人口为654人。2019年1月1日，梅策尔斯与另外4个市镇并入市镇瓦松根。